# Ptochophyle doricaria
Ptochophyle doricaria är en fjärilsart som beskrevs av Swinhoe 1904. Ptochophyle doricaria ingår i släktet Ptochophyle och familjen mätare. Inga underarter finns listade.